# L’Uomo Vogue
L'Uomo Vogue es una revista de moda creada por Flavio Lucchini en 1967, en un comienzo como suplemento de la revista Vogue Italia, y luego como revista mensual para hombres. Esta fue la primera revista de moda masculina de Condé Nast en Europa y fue la única hasta la fundación de la revista francesa Vogue Hommes International (de frecuencia bianual), en 1985, y la adquisición de GQ a principios de los 80s. Esta publicación mantenía una periodicidad de treinta días, exceptuando los números bimestrales de mayo-junio y julio-agosto. A diferencia de su contraparte femenina, que estrena número al comienzo de cada mes, esta edición salía a la venta una semana después que su revista hermana. Desde su relanzamiento en 2018, L'Uomo se distribuye cada cuatro meses con la revista Vogue Italia, y también se la puede adquirir por separado.

## Historia
Esta revista fue la primera en ofrecer contenidos de moda masculina, aplicando el concepto de prêt-à-porter en un contexto donde la moda para hombres era muy conservadora. El éxito de la publicación llega en los años ochenta, abriendo paso para que otras ediciones extranjeras imitasen el estilo. Durante su etapa más reciente, en la portada de la revista, han aparecido muchos personajes icónicos del Nuevo Siglo, como David Bowie, James Franco, Jude Law, Michael Schumacher, Brad Pitt, Hugh Jackman, Ewan McGregor, Ethan Hawke y Lady Gaga. Fotógrafos prominentes, dedicados al ámbito comercial o más experimental, han trabajado para ella: Herb Ritts, Oliviero Toscani, Perry Ogden, Greg Lotus, Miles Aldridge, Richard Burbridge, Michel Comte, Albert Watson, Jonathan de Villiers, Peter Lindbergh, Helmut Newton, Steven Meisel, Paolo Roversi, Mario Testino, Tim Walker, Bruce Weber, Walter Chin, Koto Bolofo, Willy Vanderperre, Slava Mogutin, Craig McDean, y Steven Klein han dejado su marca en las páginas de L'Uomo.
En su historia, la revista ha sido dirigida por Franco Sartori (1967 - 1976), Flavio Lucchini (1976 - 1979), Cristina Brigidini (1979 - 1992), Aldo Premoli (1992 - 2000), Anna Dello Russo (2000 - 2006) , Franca Sozzani (2006 - 2016) y Emanuele Farneti (2017- presente).
En julio de 2017 la editorial Condé Nast anuncia el cese de la revista, y en diciembre de ese mismo año publica su ejemplar de cierre. En junio de 2018, la revista es relanzada y vuelve a circular con contenidos semejantes a su revista hermana, acercándose más al mundo editorial que en su etapa previa, en la que predominaban portfolios y entrevistas de personalidades varias.